# Réserve écologique de la Vallée-du-Ruiter
Die Réserve écologique de la Vallée-du-Ruiter ist ein ökologisches Schutzgebiet im äußersten Süden der kanadischen Provinz Québec.
Es wurde im Jahr 1993 auf einer Fläche von 117 ha eingerichtet. Es liegt in der Regionalen Grafschaftsgemeinde Memphrémagog, 12 km westlich des Lac Memphrémagog, 4 km nordwestlich von Potton. Es liegt zwischen zwei Gewässern, der Rivière Missisquoi und dem Ruisseau Ruiter, in den Sutton-Bergen.
Das Gebiet schützt Zucker-Ahorn-Wald in Verbindung mit Linden und Gelb-Birken in der Ökoregion Sherbrooke. Die Suttonberge verlaufen von Südwest nach Nordost, dabei steigt das Gelände vom Ruiter-Tal in 300 m Höhe über dem Meeresspiegel auf 550 m an. Schieferartige Felsstrukturen, Glimmer, hier Mica genannt, prägen den Untergrund. Während der letzten Eiszeit lagerte sich hier Tillit ab, dessen Stärke grosso modo von der Steilheit der Hänge bestimmt wird. Dabei herrschen Podsol und Braunerde vor.
Neben den Leitarten der Ökoregion finden sich häufig die Amerikanische Buche, Gruppen von Weißbirken und Butternuss, Virginische Hopfenbuche (Ostrya virginiana), Weiß-Esche, Linden und Rot-Esche (Fraxinus pennsylvanica). Als gefährdet oder bedroht gelten: Allium tricoccum, der Farn Athyrium pycnocarpon aus der Familie der Athyriaceae, Carex prasina und Carex appalachica aus der Gattung der Seggen (Carex), Panicum clandestinum aus der Gattung der Rispenhirsen, und Viola rotundifolia aus der Gattung der Veilchen.

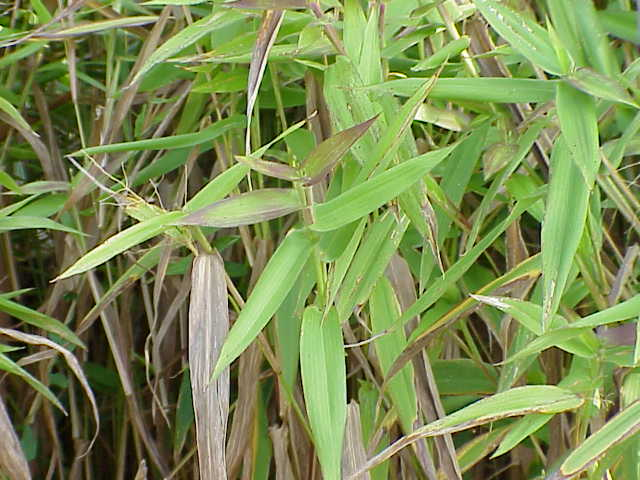
Panicum clandestinum, eine Rispenhirsenart

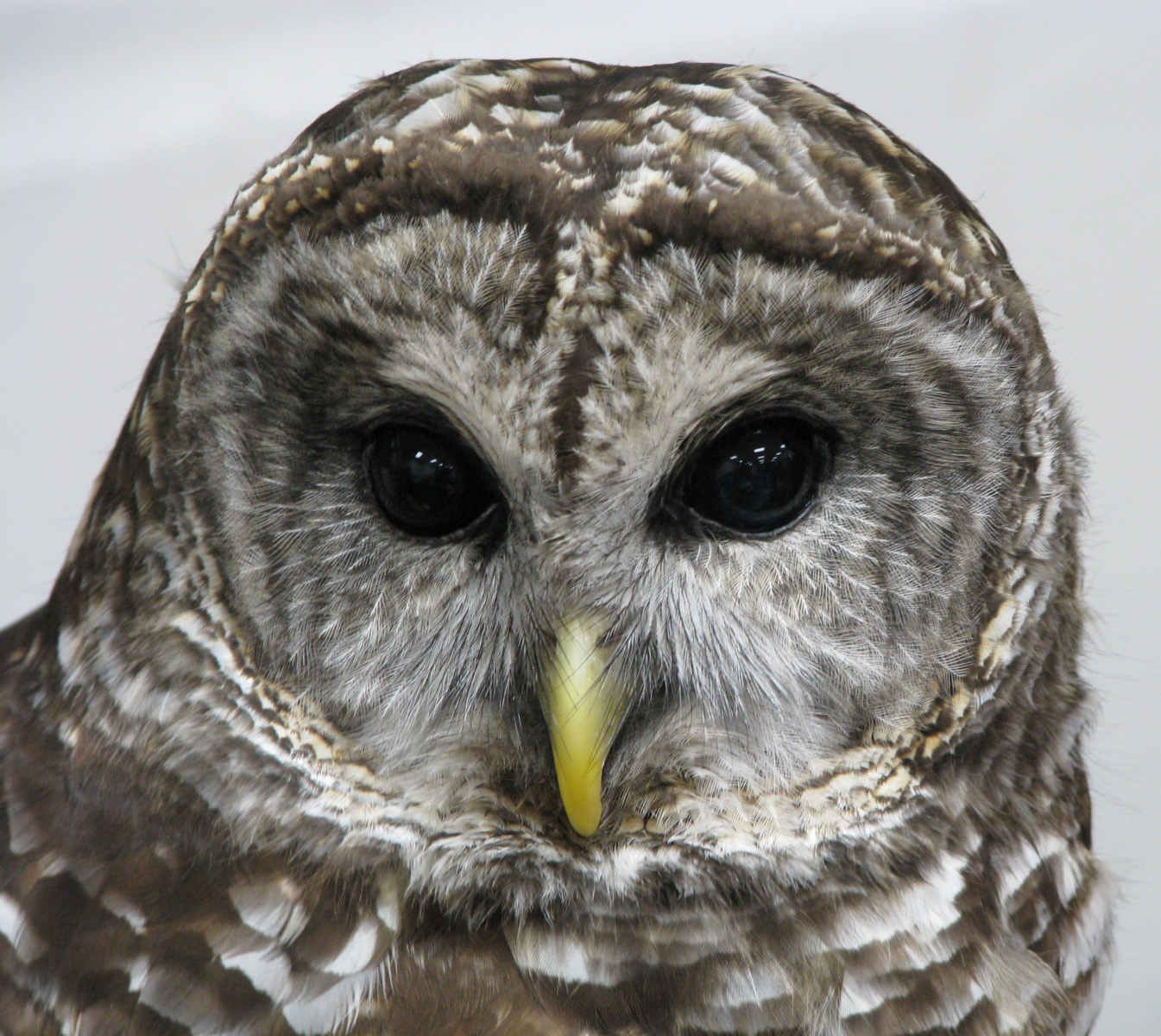
Streifenkauz

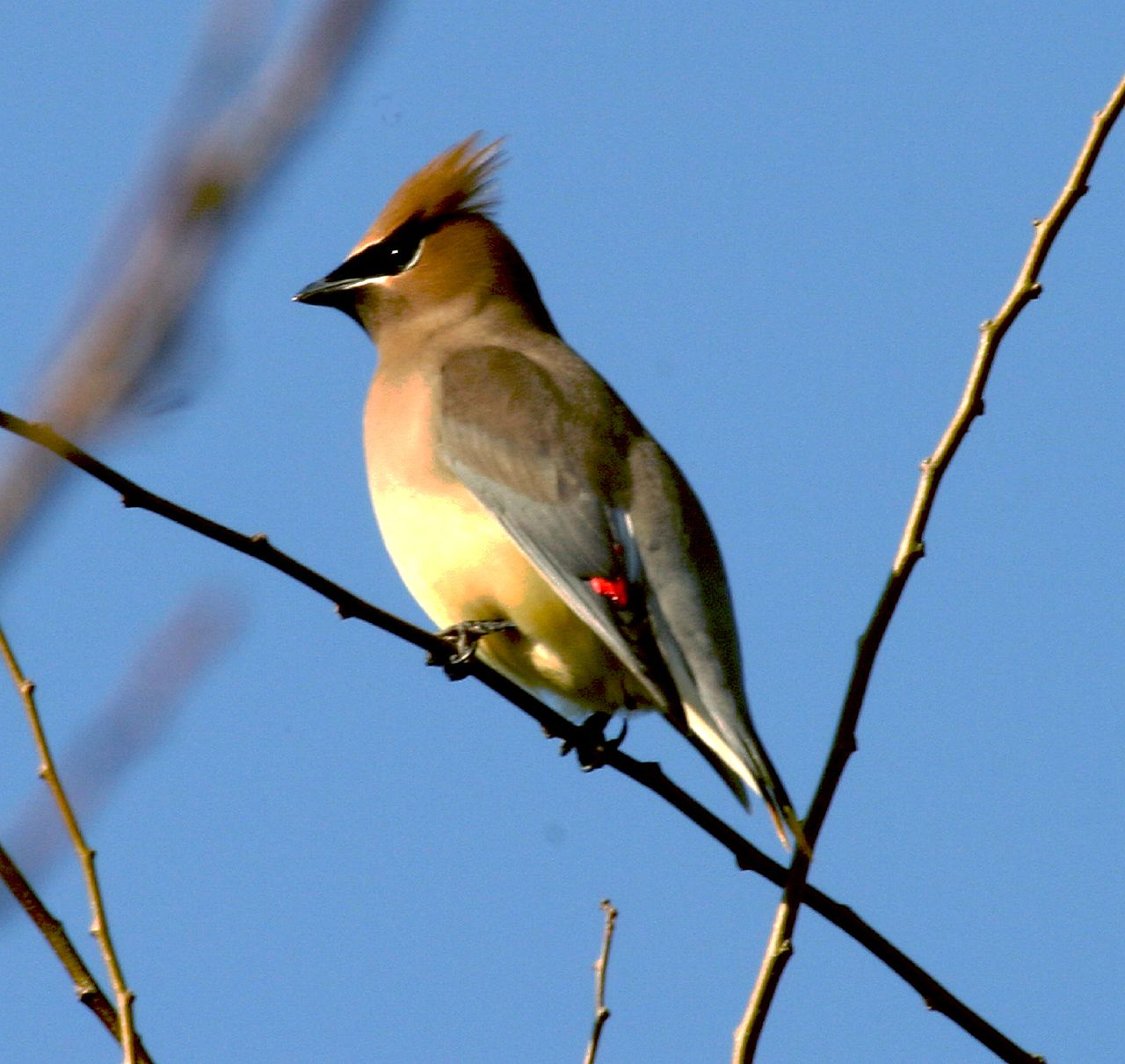
Zedernseidenschwanz

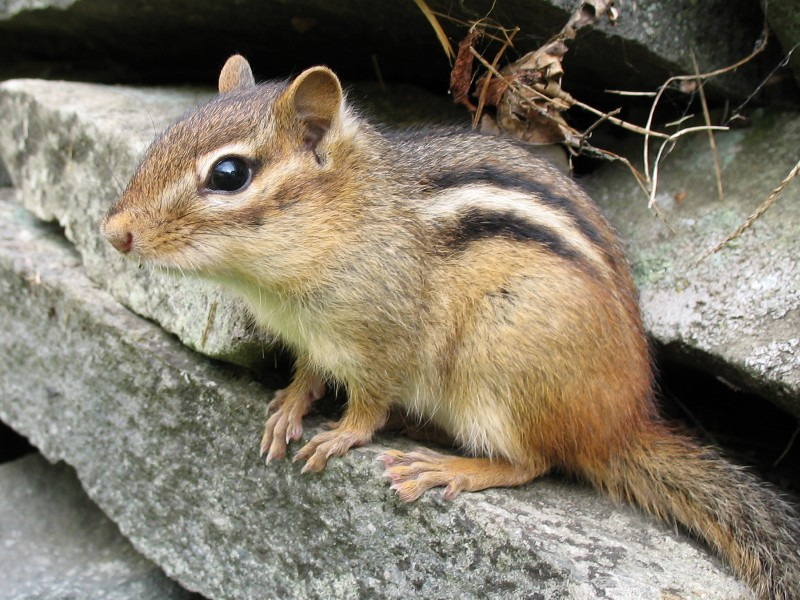
Das Streifenhörnchen Tamias striatus

21 Vogelarten leben im Schutzgebiet, darunter der Streifenkauz (Strix varia, franz.: chouette rayée), der Helmspecht, der größte Specht Amerikas, der Zedernseidenschwanz (Bombycilla cedrorum, franz.: jaseur des cèdres oder d’Amérique), der Blaurücken-Waldsänger, der in Québec Paruline bleue à gorge noire heißt, dann der hier Pic maculé genannte Specht Gelbbauch-Saftlecker und der Rotaugenvireo (Vireo olivaceus).
Die Zahl der erfassten Säugetiere ist eher gering. Dazu zählen der Weißwedelhirsch und Tamias striatus aus der Gattung der Streifenhörnchen. Auch wurden Elche, Schwarzbären und Waschbären beobachtet.
Etwa 20 Insektenarten wurden registriert, darunter die Schmetterlingsart Actias luna, die in Québec gefährdet ist. Auch wurden Amphibien und Reptilien beobachtet, wie die Gewöhnliche Strumpfbandnatter, der Waldfrosch, die Krötenart Anaxyrus americanus oder Gyrinophilus porphyriticus, der hier Salamandre pourpre heißt.
2007 stellten die Fondation de la faune du Québec in Zusammenarbeit mit der Universität Montreal fest, dass der Puma (cougar bzw. Puma concolor), der seit 1938 als ausgerottet galt, sich wieder in Québec aufhielt. Dabei konnten mindestens acht Exemplare in den Gebieten Saguenay–Lac-Saint-Jean, in der Réserve faunique des Laurentides, in Abitibi-Témiscamingue, in East-Hereford (Estrie), im Forillon-Nationalpark und im Parc national de la Gaspésie sowie im hier besprochenen Schutzgebiet im Ruitertal belegt werden. Unklar war noch, ob es sich um Abkömmlinge der im Osten heimischen Population handelte, oder ob es Zuwanderer aus dem Westen oder Süden waren.